# Gudit

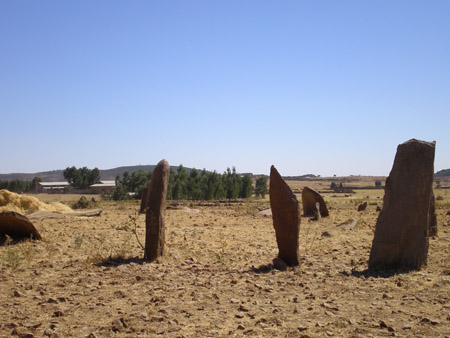
Pole stelli Gudit, Etiopia

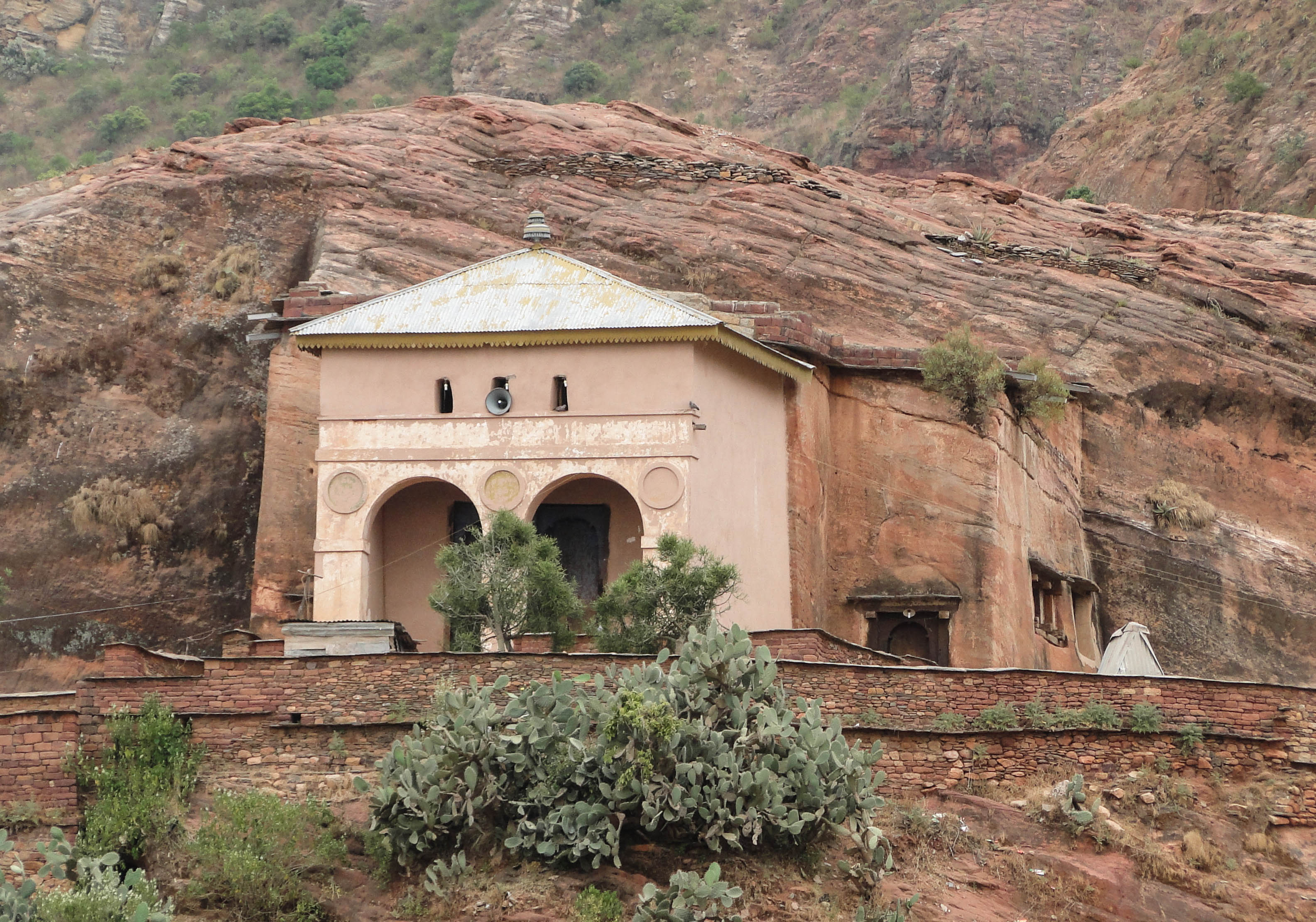
Kościół Abreha i Atsbeha, którego misternie rzeźbiony sufit jest czarny od sadzy. Mieszkańcy wschodniego Tigraju wierzą, że jego podpalenie jest dziełem Gudit

Gudit (pol. Judyta) – półlegendarna królowa, pochodząca z plemienia Falaszów, która miała doprowadzić do ruiny państwo Aksum w połowie X wieku, niszcząc kościoły oraz mordując członków aksumskiej dynastii rządzącej. Informacje na temat Gudit są sprzeczne i niepełne. Ich jedynym źródłem jest etiopska tradycja. Istnienie Gudit nie jest potwierdzone przez źródła historyczne, choć istnieją przesłanki o jej autentyczności. Imię królowej najprawdopodobniej zostało zainspirowane biblijną Judytą, stojącą na czele wojsk Izraela przeciwko Asyryjczykom.

## Tradycja etiopska
Gudit miała pochodzić z Felaszów – plemienia wyznającego judaizm, które osiedliło się w prowincji Semien. Ich król, Gedeon miał piękną córkę imieniem Judyta, w której zakochał się chrześcijański władca Zera Jaykob z prowincji Lasta. Judyta oczarowała go tak, że ożenił się z nią, wyrzekł się wiary w Chrystusa i przeszedł na judaizm, zmieniwszy imię na Salomon. W tym czasie miał umrzeć władca Aksum, Degnażen (Degna Djan), a jego syn Anbesa Uyddym (bądź Anbesa Wedem) zasiadł na tronie jako dziecko. Judyta, dowiedziawszy się o tym wydarzeniu, ruszyła na podbój Aksum wraz z wojskiem pochodzącym z prowincji Semienu i Lasty. Aksumscy książęta uciekli z Tigraju do Szeua wraz z królewskim potomkiem. W samym Aksum zapanowała Judyta. Prześladowała chrześcijan i paliła kościoły. Jej rządy trwały czterdzieści lat. Po jej śmierci Anbesa Uyddym powrócił na tron i panował dwadzieścia lat. Po nim rządził jego syn Dylnead (Dil Na'od), jednak został obalony przez buntownicze ludy z Semienu i Lasty. Podobnie jak jego ojciec Dylnead musiał chronic się w Szeua.
Istnieją różne wersje tradycji ustej. Według innych podań, Dylnead był bratem Anbesy Uyddyma. James Bruce zanotował tradycję wedle której Judyta miała obalić Dylneada, a nie Anbesę.

## Źródła pisane
W Historii Patriarchów Aleksandrii jest mowa o królu Aksum, który wysłał list do ostatniego chrześcijańskiego władcy Makurii, Jerzego II (Georgios II) z prośbą aby patriarcha Aleksandrii Filoteos (Philotheos) przysłał nowego abunę. Miało to być spowodowane najazdem królowej z ludu Beni Hamudża (Beni Hamujah), która niszczy kraj, pali kościoły i prześladuje chrześcijan. Król Aksum wyjaśniał w liście, że nie jest w stanie powstrzymać katastrofy grożącej zupełnym upadkiem chrześcijaństwa w regionie. Nie wiadomo który król Aksum wysłał list go Jerzego. Na podstawie tradycji można mniemać, że był to Dylnead, bądź Anbesa Uyddym. Nie jest też jasne który lud kryje się pod nazwą Beni Hamudża. Być może chodzi o plemię Bedża, penetrujące od VIII wieku północne wybrzeża Morza Czerwonego. Wiadomo jedynie, że interwencja Jerzego II miała miejsce w 960 roku.
Inne relacje wspominają, że król Jemenu na przełomie 969 i 970 podarował władcy Iraku zebrę, otrzymaną w darze od królowej Habaszów (al-Habasha). Ta wzmianka zgadzałaby się z Historią Patriarchów Aleksandrii pod względem czasu. Dodatkowo irański podróżnik Ibn Haukal relacjonował, że Habaszowie byli niegdyś rządzeni przez kobietę, która zabiła króla tego plemienia, zwanego Haḍani.